# Žinočyj Futbol'nyj Klub Žytlobud-1 Charkiv
Lo Žinočyj Futbol'nyj Klub Žytlobud-1 Charkiv (in ucraino Жіночий футбольний клуб Житлобуд-1 Харків?), nota come Žytlobud-1 Charkiv, è una società calcistica femminile ucraina di Charkiv. Gioca nella Žinoča Višča Liha, la massima serie del campionato ucraino femminile di calcio, del quale ha vinto nove edizioni.

## Storia
Il club fu fondato nel 2002 con il nome di Kondycioner Charkiv e nel 2003 vinse il campionato ucraino per la prima volta. Nel febbraio 2004 la squadra fu rinominata Metalist Charkiv in seguito all'associazione con l'omonimo club maschile e nello stesso vinse il suo secondo campionato. L'accordo però durò solo un anno e per la stagione 2005 il club venne nuovamente rinominato, questa volta come Arsenal Charkiv, in conseguenza ad un nuovo accordo con l'altra squadra maschile della città. Tuttavia, anche questa volta i patti societari non durarono a lungo e all'inizio del 2006 l'Arsenal si rifiutò di continuare il finanziamento della squadra femminile. Successivamente, in tempo sufficientemente breve per iniziare regolarmente la stagione, la squadra riuscì a trovare un nuovo sponsor nella società di costruzioni Žytlobud-1, venendo così, questa volta, rinominata Žytlobud-1 Charkiv.
Nonostante i travagliati inizi a livello societario nei primi anni di storia, il club è stato subito molto competitivo a livello nazionale, vincendo più volte la Coppa dell'Ucraina ed il campionato nazionale. E nel 2015 ha vinto il quinto campionato di fila, il nono complessivo. Di conseguenza, dati i molteplici titoli di campione d'Ucraina, il club ha preso parte a molteplici edizioni della UEFA Women's Champions League.

## Palmarès
- Campionato ucraino femminile: 9

2006, 2008, 2011, 2012, 2013, 2014, 2015, 2017-2018, 2018-2019
- Coppa di Ucraina femminile: 10

2006, 2007, 2008, 2010, 2011, 2013, 2014, 2015, 2016, 2018

## Statistiche

### Risultati nelle competizioni UEFA
| Stagione | Competizione     | Fase                       | Avversario          | Risultato | Risultato | Risultato |
| Stagione | Competizione     | Fase                       | Avversario          | andata    | ritorno   | aggregato |
| -------- | ---------------- | -------------------------- | ------------------- | --------- | --------- | --------- |
| 2004-05  | UEFA Women's Cup | fase a gironi, primo turno | KÍ Klaksvík         | 2-1       | 2-1       | 2-1       |
| 2004-05  | UEFA Women's Cup | fase a gironi, primo turno | Cardiff City Ladies | 8-1       | 8-1       | 8-1       |
| 2004-05  | UEFA Women's Cup | fase a gironi, primo turno | AZS Breslavia       | 0-2       | 0-2       | 0-2       |
| 2005-06  | UEFA Women's Cup | fase a gironi, primo turno | AZS Breslavia       | 0-5       | 0-5       | 0-5       |
| 2005-06  | UEFA Women's Cup | fase a gironi, primo turno | Maccabi Holon       | 8-1       | 8-1       | 8-1       |
| 2005-06  | UEFA Women's Cup | fase a gironi, primo turno | AEK Kokkinochorion  | 20-0      | 20-0      | 20-0      |
| 2007-08  | UEFA Women's Cup | fase a gironi, primo turno | Dinamo Tbilisi      | 14-0      | 14-0      | 14-0      |
| 2007-08  | UEFA Women's Cup | fase a gironi, primo turno | Napredak Krusevac   | 4-2       | 4-2       | 4-2       |
| 2007-08  | UEFA Women's Cup | fase a gironi, primo turno | Rossijanka          | 0-3       | 0-3       | 0-3       |
| 2009-10  | Champions League | sedicesimi di finale       | Umeå                | 0-5       | 0-6       | 0-11      |
| 2012-13  | Champions League | gironi di qualificazione   | Ada Velipojë        | 14-1      | 14-1      | 14-1      |
| 2012-13  | Champions League | gironi di qualificazione   | KÍ Klaksvík         | 2-1       | 2-1       | 2-1       |
| 2012-13  | Champions League | gironi di qualificazione   | Apollōn Lemesou     | 0-3       | 0-3       | 0-3       |
| 2013-14  | Champions League | gironi di qualificazione   | Crusaders Strikers  | 5-0       | 5-0       | 5-0       |
| 2013-14  | Champions League | gironi di qualificazione   | Raheny United       | 2-1       | 2-1       | 2-1       |
| 2013-14  | Champions League | gironi di qualificazione   | MTK                 | 0–1       | 0–1       | 0–1       |
| 2014-15  | Champions League | gironi di qualificazione   | Glentoran United    | 5-0       | 5-0       | 5-0       |
| 2014-15  | Champions League | gironi di qualificazione   | Nové Zámky          | 3-1       | 3-1       | 3-1       |
| 2014-15  | Champions League | gironi di qualificazione   | Glasgow City        | 0-4       | 0-4       | 0-4       |
| 2015-16  | Champions League | gironi di qualificazione   | Rīgas FS            | 4-1       | 4-1       | 4-1       |
| 2015-16  | Champions League | gironi di qualificazione   | Nové Zámky          | 5-0       | 5-0       | 5-0       |
| 2015-16  | Champions League | gironi di qualificazione   | PK-35 Vantaa        | 1-2       | 1-2       | 1-2       |
| 2016-17  | Champions League | gironi di qualificazione   | Rīgas FS            | 2-0       | 2-0       | 2-0       |
| 2016-17  | Champions League | gironi di qualificazione   | Ramat HaSharon      | 0-1       | 0-1       | 0-1       |
| 2016-17  | Champions League | gironi di qualificazione   | SFK 2000            | 2-2       | 2-2       | 2-2       |

## Organico

### Rosa 2021
Rosa, ruoli e numeri di maglia della squadra che disputa la UEFA Women's Champions League 2021-2022, come da sito UEFA.
| N. |                                 | Ruolo | Calciatrice         |
| -- | ------------------------------- | ----- | ------------------- |
| 1  | Ucraina (bandiera)              | P     | Inha Mostova        |
| 3  | Armenia (bandiera)              | D     | Kristine Aleksanyan |
| 5  | Ucraina (bandiera)              | C     | Nadiia Khavanska    |
| 6  | Ucraina (bandiera)              | D     | Ol'ha Basans'ka     |
| 8  | Ucraina (bandiera)              | C     | Ol'ha Bojčenko      |
| 9  | Ucraina (bandiera)              | C     | Anna Petryk         |
| 10 | Bosnia ed Erzegovina (bandiera) | C     | Dajana Spasojević   |
| 11 | Turchia (bandiera)              | A     | Birgül Sadıkoğlu    |
| 15 | Ucraina (bandiera)              | D     | Solomiia Kupiak     |
| 16 | Ucraina (bandiera)              | D     | Anastasiia Voronina |

| N. |                        | Ruolo | Calciatrice        |
| -- | ---------------------- | ----- | ------------------ |
| 17 | Ucraina (bandiera)     | A     | Daryna Apanaščenko |
| 18 | Russia (bandiera)      | D     | Alevtina Utitskikh |
| 20 | Ucraina (bandiera)     | C     | Iryna Kochnyeva    |
| 22 | Ucraina (bandiera)     | D     | Lyubov Shmatko     |
| 23 | Turchia (bandiera)     | P     | Gamze Yaman        |
| 31 | Bielorussia (bandiera) | P     | Maryia Svidunovich |
| 55 | Ucraina (bandiera)     | C     | Yuliia Shevchuk    |
| 77 | Ucraina (bandiera)     | A     | Ol'ha Ovdijčuk     |
| 88 | Ucraina (bandiera)     | A     | Ganna Voronina     |

### Rosa 2016
Rosa e numeri come da sito UEFA.
| N. |                    | Ruolo | Calciatrice          |
| -- | ------------------ | ----- | -------------------- |
| 1  | Ucraina (bandiera) | P     | Veronika Shulha      |
| 2  | Ucraina (bandiera) | D     | Yana Holysh          |
| 3  | Ucraina (bandiera) | C     | Anna Petryk          |
| 4  | Ucraina (bandiera) | A     | Diana Kovtun         |
| 5  | Ucraina (bandiera) | C     | Nataliia Radziievska |
| 8  | Ucraina (bandiera) | A     | Mariya Tykhonova     |
| 9  | Ucraina (bandiera) | D     | Tetyana Apollonina   |
| 10 | Ucraina (bandiera) | C     | Taisiia Nesterenko   |
| 11 | Ucraina (bandiera) | C     | Hanna Mozolska       |
| 17 | Ucraina (bandiera) | D     | Olga Melkonyants     |
| 18 | Ucraina (bandiera) | C     | Natiya Pantsulaya    |

| N. |                        | Ruolo | Calciatrice             |
| -- | ---------------------- | ----- | ----------------------- |
| 20 | Ucraina (bandiera)     | D     | Alona Kovtun            |
| 21 | Ucraina (bandiera)     | D     | Yelizaveta Kostyuchenko |
| 23 | Ucraina (bandiera)     | A     | Vitolyna Mazurova       |
| 25 | Ucraina (bandiera)     | D     | Polina Polukhina        |
| 27 | Bielorussia (bandiera) | A     | Oksana Znaidenova       |
| 28 | Ucraina (bandiera)     | A     | Ol'ha Ovdijčuk          |
| 33 | Ucraina (bandiera)     | P     | Iryna Piduyko           |
| 54 | Ucraina (bandiera)     | D     | Iryba Majborodina       |
| 55 | Ucraina (bandiera)     | C     | Yuliia Shevchuk         |
| 88 | Ucraina (bandiera)     | A     | Hanna Voronina          |
| 96 | Ucraina (bandiera)     | C     | Khrystyna Ieromenko     |